# Projekt HATNet
Hungarian Automated Telescope Network (HATNet) – międzynarodowy program badawczy mający na celu wykrywanie i badanie planet pozasłonecznych metodą obserwacji tranzytów oraz badania jasnych gwiazd zmiennych. Program wykorzystuje sześć w pełni automatycznych teleskopów. Sieć rozpoczęła pracę w 2003 roku, projekt stworzyli jeszcze w 1999 r. węgierscy astronomowie z inicjatywy Bohdana Paczyńskiego; obecnie zarządza nim Harvard-Smithsonian Center for Astrophysics.

## Wyniki
Projekt HATNet jest wydajny w odkrywaniu planet typu gorący jowisz. Do 16 kwietnia 2021 w Encyklopedii pozasłonecznych układów planetarnych wymienione było 75 planet odkrytych w ramach tego programu.

### HATSouth
Od 2009 roku do istniejącej sieci teleskopów dołączyły trzy umiejscowione na półkuli południowej, w Australii, Namibii i Chile. W 2012 roku ogłoszono wykrycie za ich pomocą pierwszej planety, HATS-1 b. Te teleskopy do 16 kwietnia 2021 odkryły 73 planety pozasłoneczne.